# Keckovy dalekohledy

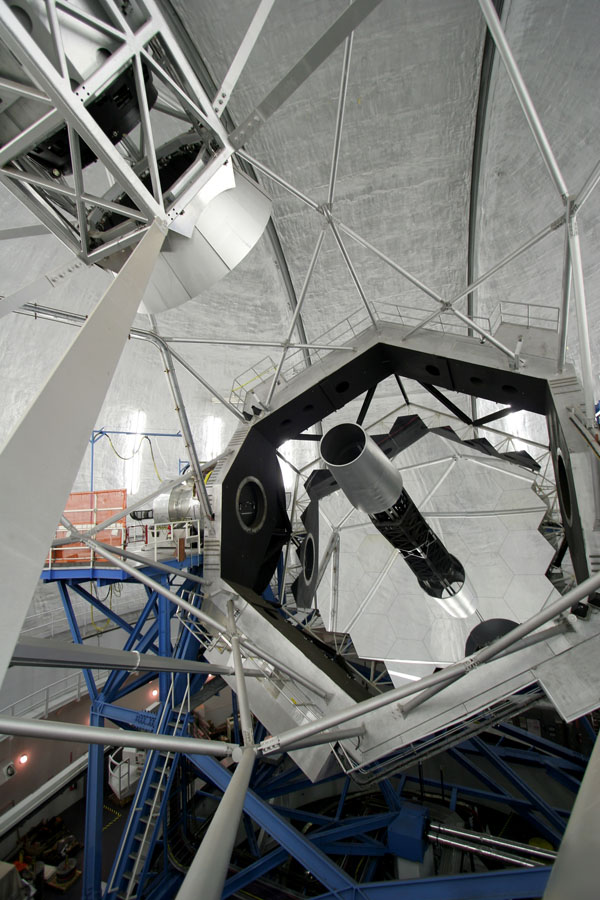
Dalekohled Keck II – vpravo primární zrcadlo, v držáku vlevo nahoře sekundární

Keckovy dalekohledy jsou v současné době dva největší optické a infračervené dalekohledy na světě. Byly vybudovány v roce 1993 na vyhaslé sopce Mauna Kea na Havajských ostrovech v nadmořské výšce 4123 m a jsou od sebe vzdáleny 90 metrů. Byly pojmenovány podle amerického filantropa W. M. Kecka (1880–1964) - Keck I a Keck II. Každý z nich váží kolem 300 tun. Primární zrcadlo je složeno ze 36 zrcadel ve tvaru šestiúhelníků. Každý ze šestiúhelníků má průměr 1,8 metrů. Jsou uspořádány tak, že pracují jako jedno zrcadlo o průměru 10 metrů, které má tvar hyperboloidu. Jednotlivé části jsou nastaveny s přesností kolem 20 nm a mezery mezi nimi jsou 3 mm.
Ve srovnání například s Hubbleovým dalekohledem je sběrná plocha Keckových dalekohledů 17× větší. Hubbleův dalekohled má větší rozlišovací schopnost, kdežto Keckovy dalekohledy dokážou zachytit slabší signál. Jejich citlivost je taková, že dokážou zaregistrovat plamen svíčky na Měsíci. Díky nadmořské výšce a suchému vzduchu jsou dostatečně citlivé i na infračervené záření.
Tyto dalekohledy řídí univerzita Caltech (California Institute of Technology), Kalifornská Univerzita (University of California) a NASA. Pracují od roku 1996.

## Vybavení
K základním přístrojům dalekohledu patří:
Hires
Soustava filtrů, čoček a dalších optických prvků vážící 8 tun, rozdělí přicházející světlo na barevné složky a proměřuje jejich intenzitu v několika tisících kanálech v rozsahu 0,3 až 1,1 mikrometru. Světlo končí na CCD detektoru 2048 × 2048 pixely.
LRIS (Low Resolution Imaging Spectrograph)
Spektrograf schopný proměřovat spektra až 30 objektů současně v poli 6 × 8 obloukových minut.
NIRC (Near Infrared Camera)
Chlazená kamera pro blízký IR obor, používá se pro studium vzniku a vývoje galaxií a k vyhledávání protogalaxií. V naší Galaxii slouží ke sledování málo svítících protohvězd.
LWS (Long Wavelength Spectrograph)
Spektrograf pro atmosférická okna v oboru 5–27 mikrometrů. Tak jako většina velkých dalekohledů je i Keckův dalekohled vybaven systémem adaptivní optiky. Jde o opticko-mechanický systém, který sleduje poruchy atmosféry pomocí světla přicházejícího z hvězd a kompenzuje je velmi rychlými deformacemi malého zrcátka umístěného před detektorem. Odstraní se tak většina vad souvisejících s pohyby v atmosféře.